# Jackie McWilliams
Jackie Amanda McWilliams (* 18. Februar 1964 in Ballymoney, Nordirland) ist eine ehemalige britische Hockeyspielerin. Sie war Olympiadritte bei den Olympischen Spielen 1992.

## Leben
Jackie McWilliams spielte für den Randalstown Hockey Club und für Ballymena. Außerhalb der Olympischen Spiele wirkte die Nordirin in der irischen Nationalmannschaft mit.
Bei den Olympischen Spielen 1992 in Barcelona belegten die Britinnen in der Vorrunde den zweiten Platz hinter den Südkoreanerinnen. Nach einer 1:2-Niederlage gegen die Deutschen im Halbfinale spielten die Britinnen gegen die Südkoreanerinnen um Bronze und gewannen mit 4:3 nach Verlängerung. Jackie McWilliams wurde in vier der fünf Spiele eingesetzt.